# 이별없는 아침 (1985년 영화)
"이별없는 아침"은 1985년에 개봉한 대한민국의 영화이다.

## 캐스팅
- 이상숙
- 강재일
- 양일민
- 김지영
- 곽건
- 최석
- 박혜숙
- 박광진
- 현석 특별출연